# Det historiske centrum i Lviv
Det historiske centrum i Lviv (ukrainsk: Старе Місто Львова; polsk: Stare Miasto we Lwowie) er det historiske centrum af byen Lviv i Lviv oblast (provins) i den vestlige del af Ukraine.
Det historiske centrum blev anerkendt som et statshistorisk-arkitektonisk helligdom af den Ukrainske SSR i 1975. Det blev i år 1998 medtaget på UNESCOs Verdensarvsliste.

## Historie
Daniel Romanovich, fyrste af Galicien-Volhynien, byggede et slot til sin søn Lev i 1256. Kort efter at fyrsterne uddøde, kom regionen under Polen i 1349. Kong Kasimir den Store gav Lwów Magdeburgrettigheder i 1356. Johan 2. Kasimir Vasa af Polen grundlagde Universitetet i Lwów i 1661. Efter første deling af Polen var Lviv hovedstad i Kongedømmet Galizien og Lodomeriet og den fjerdestørste by i Habsburgermonarkiet fra 1772 til 1918. Under Anden polske republik blev Lwów hovedstad i Lwów Voivodeship. Fra 1939 til 1941 og siden 1944 hørte byen til Sovjetunionen. Siden 1991 har byen Lviv været en del af det uafhængige Ukraine.

## UNESCO
Siden 1998 har FN's organisation for uddannelse, videnskab og kultur (UNESCO) opført Lvivs historiske centrum som en del af "verdensarven". Den 5. december 1998, under den 22. samling i Verdensarvskomiteen i Kyoto (Japan), blev Lviv føjet til UNESCOs verdensarvsliste. UNESCO gav følgende erklæring  for at forklare sit valg:
   Kriterium ii: I sin bystruktur og arkitektur er Lviv et fremragende eksempel på sammensmeltning af de arkitektoniske og kunstneriske traditioner i Østeuropa med dem i Italien og Tyskland.
   Kriterium v: Lviv s politiske og kommercielle rolle tiltrak  en række etniske grupper med forskellige kulturelle og religiøse traditioner, som etablerede separate men indbyrdes afhængige samfund i byen, der stadig er synlige tegn på i den moderne bybillede.
Området for Lviv Historic Center dækker 120 hektar af den gamle Russ og middelalderlige del af byen, såvel som området omkring til Sankt George Katedral på Sankt Georgsbakken Bufferområdet i det historiske center, som er defineret af de historiske områdegrænser, er cirka 2,44 km2.

## Seværdigheder
Udover de listede elementer i tre store områder er der omkring 2.007 andre historiske seværdigheder og vartegn i den gamle bys område, hvoraf 214 betragtes som nationale vartegn.
- Høje Slotsbjerg med ruinerne af slottet for prinserne af Galicien.
- Byhuse på markedspladsen og Rådhuset (Lviv) (16. til 19. århundrede)
- Potocki-paladset
- Stryjsky Park (1887)
- Lviv National Opera og Ballet Theatre (19. århundrede)

Hellige bygninger:
- Armenske Mariakatedral (1356-1363)
- Romersk-katolske Domkirke til Marias overtagelse (1360-1481)
- Tidligere Stavropihija Kirke (16. århundrede)
- Allehelgenskirken (tidligere benediktinerkloster, 1597-1616)
- Boim Chapel (1609-1615)
- Den ortodokse  Jomfru Marias himmelfartskirke (1591-1629)
- St Andreas Kirke (tidligere Bernardinerkloster, 17. århundrede)
- Græske katolske Sankt Georgs katedral (1744-1770)
- Tidligere Dominikanerkirke Corpus Christi (18. århundrede)
- Beit Aaron We Israel-synagogen, 1924.
- Rester af den ødelagte Synagoge Den Gyldne Rose